# Shear Genius
Shear Genius o Descabellados (llamado así en Latinoamérica) fue un Reality estadounidense del canal por cable Bravo que se centraba en la peluquería. Los concursantes participan en "Competencias de Eliminación" semana a semana hasta llegar a un ganador, que será el "Shear Genius". El show estuvo presentado por Jaclyn Smith en la primera y segunda temporadas y Camila Alves en la tercera y los jueces Sally Hershberger, Carl Michael y un especial diferente cada semana, además de ella misma.
Rene Fris actuaba como formador de los estilistas, papel similar al que realizó Tim Gunn en Project Runway, pero no es jurado. La primera temporada del reality se estrenó el 11 de abril de 2007 a las 11 PM en U.S.A, mientras que en Latinoamérica se empezó a transmitir el 18 de marzo de 2008, a las 23:00. 

## Formato
El formato se centra en combinaciones de las reglas de Project Runway y Top Chef, otros realities de la Televisora Bravo.
Hay dos retos en cada episodio: el primero el 'Desafío de Atajo, en el que no suelen hacer eliminaciones, con excepción del episodio 3, donde Lacey fue eliminada. Se basa en evaluar los conocimientos técnicos. n los tres primeros episodios fueron usados maniquíes en vez de modelos o clientes. El ganador puede tener un beneficio para el segundo reto.
El segundo reto es el "Desafío de eliminación"
donde se usan modelos o clientes. Deben crear peinados con diferentes requisitos en cada desafío, después se les da un determinado tiempo para crear el peinado, luego de que la modelo esté correctamente vestida salen a la Pasarela a mostrar el diseño a los jueces. Luego los jueces discuten sobre quien debe ser el ganador y quién debe ser eliminado. La imagen del ganador aparece en el "muro de la fama" por el resto de la competencia. El peor estilista es enviado a casa con el lema "este es tu corte final."

## Jueces invitados
En cada episodio llega un juez invitado para evaluar los peinados del desafío de eliminación; generalmente son personas que tienen que ver con el desafío que se está tratando:
| Episodio | Juez Invitado    | Profesión del Juez                       |  |
| -------- | ---------------- | ---------------------------------------- |  |
| 1        | Frédérik Fekkai  | Propietario del Salón Frédérik Fekkai    |  |
| 2        | Roy Teeluck      | Estilista Líder en Nexxus                |  |
| 3        | Garren           | Propietario del Salón Garren en New York |  |
| 4        | Vanessa Williams | Actriz y Cantante                        |  |
| 4        | Linda Wells      | Editora de la revista Allure             |  |
| 5        | Ken Paves        | Estilista                                |  |
| 6        | José Eber        | Estilista de Estrellas                   |  |
| 7        | kate jackson     | actriz (ex ángel de Charlie)             |  |
| 8        |                  |                                          |  |

1. ↑  En el episodio 4 hubo 2 jueces invitados: Linda Wells y Vanessa Williams

## Participantes
| Estilista  | Edad    | Ciudad Natal                  | Ciudad Actual                     | Salón                          | Eliminación                          |
| ---------- | ------- | ----------------------------- | --------------------------------- | ------------------------------ | ------------------------------------ |
| Anthony    | 40 años | Hertfordshire - UK            | Manhattan - California - USA      | Londoner Salon & Day Spa       | En competencia Primera Temporada     |
| Ben        | 32 años | Calumet City - Illinois - USA | Calumet City - Illinois - USA     | Clientela Privada              | En competencia Primera Temporada     |
| Daisy      | 31 años | Hialeah - Florida - USA       | Miami - Florida - USA             | Om Beauty Co.                  | En competencia Primera Temporada     |
| Dr. Boggie | 33 años | Oakland - California - USA    | Los Ángeles - California - USA    | The Hair Studio Salon de North | Cortado N.º 8 en Sesión de Fotos     |
| Tabatha    | 39 años | Sufers Paradise - Australia   | New Jersey - USA                  | Industrie Hair Gurus           | Cortada N.º 7 en Corte de Boda       |
| Tyson      | 31 años | Salt Lake City - Utah - USA   | Salt Lake City - Utah - USA       | Fauntelle                      | Cortado N.º 7 en Corte de Boda       |
| Danna      | 37 años | Sudáfrica                     | Brentwood - California - USA      | Allen Edwars Salon & Spa       | Cortada N.º 6 en Desafío de Épocas   |
| Evangelin  | 32 años | Reisterstown - MD - USA       | Cockeysville - Maryland - USA     | Rennaisance Salon & Spa        | Cortada N.º 5 en Dios del Cabello    |
| Theodore   | 22 años | Canton - Ohio - USA           | Los Ángeles - California - USA    | Theodore Leaf                  | Cortado N.º 4 en Largo a Corto       |
| Lacey      | 22 años | York - Pensilvania - USA      | Miami - Florida - USA             | Vidal Sasoon                   | Cortada N.º 3 en Sally Shag          |
| Jim        | 49 años | Buffalo - New York - USA      | Buffalo - New York - USA          | New York City                  | Cortado N.º 2 en Motivo para Llorar  |
| Paul Jean  | 29 años | Niza - Francia                | West Hollywood - California - USA | Paul Jean's Salon              | Cortado N.º 1 en El Arte del Cabello |

## Desafíos de Eliminación
| Estilista | 1    | 2    | 3    | 4    | 5    | 6    | 7    | Episodio                       |
| --------- | ---- | ---- | ---- | ---- | ---- | ---- | ---- | ------------------------------ |
| Anthony   | IN   | WIN  | IN   | IN   | BAJA | WIN  | BAJA |                                |
| Ben       | IN   | IN   | BAJA | BAJA | IN   | BAJA | ALTA |                                |
| Daisy     | ALTA | BAJA | ALTA | ALTA | ALTA | WIN  | WIN  |                                |
| Dr.Boggie | IN   | IN   | BAJA | IN   | IN   | BAJA | CUT  | 7.-Sesión de Fotos             |
| Tabatha   | ALTA | ALTA | ALTA | IN   | IN   | CUT  |      | 6.-Corte de Boda               |
| Tyson     | BAJA | IN   | IN   | IN   | WIN  | CUT  |      | 6.-Corte de Boda               |
| Danna     | IN   | IN   | IN   | WIN  | CUT  |      |      | 5.-Desafío de las Épocas       |
| Evangelin | IN   | ALTA | WIN  | CUT  |      |      |      | 4.-Un Dios del Cabello         |
| Theodore  | WIN  | IN   | CUT  |      |      |      |      | 3.-Largo a Corto               |
| Lacey     | BAJA | IN   | CUT  |      |      |      |      | Cortada en el Desafío de Atajo |
| Jim       | IN   | CUT  |      |      |      |      |      | 2.-Motivo para Llorar          |
| Paul Jean | CUT  |      |      |      |      |      |      | 1.-El Arte del Cabello         |

     Fondo Verde indica el Ganador de Shear Genius.
     Fondo Amarillo Claro indica el Capítulo de la Reunión.
     Fondo Azul significa que el estilista ganó ese desafío.
     Fondo Celeste significa que el estilista obtuvo un alto puntaje en ese desafío.
     Fondo Rosa significa que el estilista obtujo uno de los puntajes más bajos en ese desafío.
     Fondo Naranja significa que el estilista obtuvo el segundo puntaje más bajo en ese desafío.
     Fondo Rojo significa que el estilista fue cortado.
    Fondo Gris significa que el estilista fue cortado en el desafío de atajo.

## Desafíos de Atajo
| Estilista | 1    | 2    | 3    | 4    | 5    | 6    | Episodio                       |
| --------- | ---- | ---- | ---- | ---- | ---- | ---- | ------------------------------ |
| Anthony   | IN   | IN   | IN   | IN   | IN   | ALTA |                                |
| Ben       | IN   | ALTA | ALTA | ALTA | IN   | BAJA |                                |
| Daisy     | ALTA | IN   | IN   | ALTA | IN   | ALTA |                                |
| Dr.Boggie | IN   | IN   | IN   | IN   | ALTA | BAJA |                                |
| Tabatha   | BAJA | WIN  | ALTA | IN   | WIN  | WIN  | 6.-Crea tu tienda en un Mall   |
| Tyson     | WIN  | IN   | WIN  | IN   | IN   | WIN  | 6.-Crea tu tienda en un Mall   |
| Danna     | IN   | IN   | BAJA | WIN  | IN   |      | 5.- Un Corte de Hombres        |
| Evangelin | BAJA | ALTA | BAJA | IN   |      |      | 4.-Día a Noche                 |
| Theodore  | IN   | IN   | IN   |      |      |      | 3.- Sally Shag                 |
| Lacey     | BAJA | IN   | CUT  |      |      |      | 3.-Sally Shag                  |
| Jim       | IN   | IN   |      |      |      |      | 2.-Las Rubias se divierten más |
| Paul Jean | ALTA |      |      |      |      |      | 1.-Un estilo para Mostrar      |

     Fondo Amarillo Claro indica el Capítulo de la Reunión.
     Fondo Azul significa que el estilista ganó ese desafío.
     Fondo Celeste significa que el estilista obtuvo un alto puntaje en ese desafío.
     Fondo Rosa significa que el estilista obtujo uno de los puntajes más bajos en ese desafío.
     Fondo Naranja significa que el estilista obtuvo el segundo puntaje más bajo en ese desafío.
     Fondo Rojo significa que el estilista fue cortado.

## Capítulos

### Capítulo 1: El Arte del Cabello / Un estilo para Mostrar
Los 12 estilistas se presentan a la acogida, Jaclyn Smith y la jueza Sally Hershberger están listas para el desafío de atajo El Primer Desafío. El desafío consistía en hacer su propio estilo de corte en un maniquí. Los jueces les dieron un lugar del peor al mejor, lo cual les serviría más adelante para escoger a sus modelos, los lugares fueron:
- 1.er lugar Tyson
- 2.º lugar Daisy
- 3.er lugar Paul Jean
- 4.º lugar Dr. Boggie
- 5.º lugar Danna
- 6.º lugar Anthony
- 7.º lugar Theodore
- 8.º lugar Jim
- 9.º lugar Ben
- 10.º lugar Evangelin
- 11.º lugar Lacey
- 12.º lugar Tabatha

Luego los Tyson, como fue el ganador del desafío pudo elegir a su modelo, y así sucesivamente, cuando las tenían llegó el momento del primer desafío de eliminación, denominado El Primer corte, en el cual debían hacer un peinado con artefactos comprados en una "multitienda" (por así decirlo).
- Tiempo para peinar 2 Horas
- Presupuesto $75 Dólares
- Ganador Theodore (estilo tesoro)
- Los Mejores Tabatha (estilo mohawk) y Daisy (estilo María Antonieta)
- Cortado Paul Jean (estilo "llamas")

### Capítulo 2: Motivo para Llorar / Las Rubias se divierten más
Quedan 11 Estilistas, el desafío de atajo ya empezó, su nombre es Las Rubias se divierten más, en el que deben transformar un cabello de tono 1(negro), hasta al menos de tono 8(rubio).
- 1.er lugar Tabatha
- 2.º lugar Evangelin
- 3.er lugar Ben

bastante curioso ya que los mejores estuvieron dentro de los últimos lugares en el desafío pasado.
El Desafío de eliminación, denominado "El Corte Soñado". Se trata de crearle un corte de una celebridad a personas comunes, la bentaja es que Tabatha, Ben y Evangelin pueden ver los cortes soñados de las modelos antes de elegir, los demás solo pudieron ver a las modelos. En este capítulo se vio a Daisy tener muchos problemas, ya que su clienta tenía un tono 1(negro) y lo quería tener como Cristina Aguilera, un tono 17(rubio platinado), lo cual, según Daisy, es imposible de hacer en 2 horas.
- Tiempo para peinar 2 Horas
- Presupuesto Ninguno
- Ganador Anthony (estilo Carmen Electra)
- Los Mejores Tabatha (estilo Victoria Beckham) y Evangelin (estilo Halle Berry)
- Cortado Jim (estilo Gwen Stefani)

### Capítulo 3: Largo a Corto / Sally Shag
El Desafío de atajo, denominado Sally Shag, el corte creado por Sally Hershberger y hecho famoso por Meg Ryan. Sally les muestra como se hace el corte en frente de ellos(lo que les causa mucho nervio a los estilistas), luego de que han pasado 30 minutos del desafío, Sally les anuncia que el corte que quede en el último lugar será eliminado. Finalmente Lacey fue eliminada.
- 1.er lugar Tyson
- 2.º lugar Tabatha
- 3.er lugar Ben

El Desafío de Eliminación, llamado Largo a Corto, en el cual debían cortar el pelo largo de las clientas, con herramientas no muy tradicionales, me refiero a navajas, tijeras de jardín o tijeras escolares. Tyson, como ganó el desafío Sally Shag tiene el derecho de elegir el orden en que los estilistas escogerán su "herramienta de trabajo", el orden de Tyson, dicho por el mismo, fue poner al principio a los más débiles y al final a los más fuertes(según su criterio), su orden fue:
- 1.-Dr. Boggie: Tijera Doméstica
- 2.-Danna: Tijera Doméstica
- 3.-Evangelin: Tijera de Pasto (fue la más arriesgada)
- 4.-Theodore: Tijera de Escritorio
- 5.-Ben: Tijera de Jardín
- 6.-Daisy: Cútter
- 7.-Anthony: Tijera de Escritorio
- 8.-Tabatha: Tijera Escolar

A los jueces les impresionó mucho que Evangelin, Daisy y Tabatha pudieran cortar con las herramientas que eligieron, Evangelin por el tamaño, Daisy por el solo motivo de que fuera con una navaja y Tabatha porque las tijeras escolares no cortan absolutamente Nada.
- Tiempo para peinar 1 Hora
- Presupuesto Ninguno
- Ganadora Evangelin (Tijera de Pasto)
- Los Mejores Tabatha (Tijera Escolar) y Daisy (Cútter)
- Cortados Lacey (estilo Sally Shag) y Theodore (Tijera de Escritorio)

### Capítulo 4: Un Dios del Cabello / Día a Noche
El desafío de atajo comienza de inmediato, su nombre, Día a Noche, el cual consiste en crear un peinado que las clientas puedan cambiarlo ellas mismas del día a la noche.
- 1.er lugar Danna
- 2.º lugar Daisy
- 3.er lugar Ben

El desafío de eliminación consiste en crear un peinado para la famosa actriz Vanessa Williams y que combine con su vestido (mostrado en el episodio)
- Tiempo para peinar 1 hora 1/2
- Presupuesto Ninguno
- Ganadora Danna (estilo Vanessa Williams sofisticado)
- Los Mejores Daisy (estilo Vanessa Williams con rizados)
- Cortada Evangelin (estilo Vanessa Williams con zarcillos)

### Capítulo 5: Desafío de las Épocas / Un corte de Hombres
El desafío de atajo comienza y su nombre es Un Corte de Hombres el cual consiste en hacer un corte para hombres roqueros (la mayoría), se evaluará la satisfacción del cliente, ahún así exhibiendo sus habilidades.
- 1.er lugar Tabatha
- 2.º lugar Dr. Boggie

El desafío de eliminación se centra en los peinados de cada época, hay unas cajas (que dicen el nombre de la época en su tapa) que en su interior tienen accesorios para mejorar el look de sus modelos, como Tabatha ganó el desafío de atajo, tiene el honor de designar las cajas a sus compañeros:
- Tabatha: Época Hard Punk
- Anthony: Peinado de los años 60'
- Tyson: Época Isabelina
- Dr. Boggie: Época Medieval
- Ben: Peinado de los años 20'
- Danna: Peinado de los años 40'
- Daisy: Época Victoriana

Tabatha, Anthony & Dr. Boggie planearon la estrategia de darle la Época Isabelina a Tyson para que quedara cortado en el desafío de eliminación, cuando le entregó la caja le dijo "feliz Hanukkah", como motivo de risa.
En este episodio, el Dr. Boogie hizo un comentario interesante sobre el Muro de la Fama. Al igual que un "beso de la muerte", la persona cuyo estilo va en el Muro de la Fama (por ganar un Desafío de Eliminación) se corta poco después, por lo general en la próximo desafío de eliminación. La maldición del Muro de la Fama ha afectado a: Theodore, Evangelin, Danna, Tyson y Daisy. Theodore y Daisy fueron los únicos dos "malditos" que no se cortaron en el desafío de eliminación inmediatamente después de sus respectivas victorias. Theodore se redujo a dos desafíos; Daisy ganó el siguiente desafío, y fue cortada en la final. La única persona que estuvo en el Muro de la Fama que no se vio afectado por la maldición es Anthony.
- Tiempo para peinar 1 Hora
- Presupuesto Ninguno
- Ganador Tyson (Época Isabelina)
- Los Mejores Daisy (Época Victoriana)
- Cortada Danna (Época de los años 40')

### Capítulo 6: Corte de Boda / Crea tu Tienda en un Mall
- Tiempo para peinar 2 Horas
- Presupuesto Ninguno
- Ganadores Anthony & Daisy
- Los Mejores N/A
- Cortados Tyson & Tabatha

### Capítulo 7: Sesión de Fotos / El Desafío de Alisar
- Tiempo para peinar y preparar 3 Horas
- Presupuesto Ninguno
- Ganadora Daisy (estilo Gatita Sexy)
- Los Mejores Ben (estilo Roquera Rebelde)
- Cortado Dr. Boggie (estilo Diva)

Ganador:
Tabatha